# Robert von Puttkamer
Robert von Puttkamer (Francoforte sull'Oder, 5 maggio 1828 – Karsina, 1900) è stato un politico prussiano.
Di tendenze conservatrici, venne eletto nel Reichstag per la prima volta nel 1874; nel 1879, succedendo a Adalbert Falk, divenne ministro per gli Affari ecclesiastici e, dal 1881, ministro degli interni di Prussia, contrastando apertamente i liberali e cercando di eliminarli dalla politica; si dimise nel 1888 con l'ascesa al trono di Federico III di Germania. Fu inoltre l'ideatore della riforma dell'ortografia tedesca.